# Vorwarneinrichtung
Die Vorwarneinrichtung dient der Sicherung von Arbeitsstellen an und auf der Straße. Sie informiert den Verkehrsteilnehmer frühzeitig über eine Gefahrenstelle und macht ihn auf eine geänderte Verkehrsführung aufmerksam. Nach § 43 StVO zählt die Vorwarneinrichtung zu den Warneinrichtungen.

## Einrichtungen
Folgende Vorwarneinrichtungen werden von den Richtlinien für die Sicherung von Arbeitsstellen an Straßen (RSA) vorgeschrieben:

### Vorwarntafel mit Geschwindigkeitsbeschränkung
Diese Tafel wird auf zwei- oder mehrstreifigen Straßen als Vorankündigungstafel aufgestellt. Sie macht die Verkehrsteilnehmer auf fahrbare Absperreinrichtungen aufmerksam, die ohne Vorankündigung aufgrund schlechter Sicht oder kurvigem Straßenverlauf erst spät zu erkennen wären. Die Tafel setzt sich aus einer Geschwindigkeitsbegrenzung und einer Verkehrslenkungstafel zusammen. Oben sind zur besseren Kennzeichnung zusätzlich zwei gelbe Warnleuchten angebracht.

### Warnwinkebake
Die Warnwinkebake besteht aus einer etwas größeren Warnbake und einer beweglichen, mittels Motor angetriebenen Warnfahne, die pro Minute mindestens 20 Auf-und-ab-Bewegungen machen muss. Oben ist eine kleine gelbe Warnleuchte angebracht.
Die Warnwinkebake wird sowohl auf Autobahnen als auch auf anderen Straßen zur kurzzeitigen Vorwarnung vor Fahrbahneinengungen aufgrund von Arbeitsstellen eingesetzt. Die Bake besteht aus retroreflektierendem Material und wird so aufgestellt, dass die Schrägstreifen der Bake zum Verkehr hin abfallen.

### Kleiner Blinkpfeil
Der kleine Blinkpfeil besteht aus einer Anordnung von gelben Warnleuchten, die dem Verkehr eine Vorankündigung der Richtungsweisung geben. Sie können einen links- oder rechtsweisenden Pfeil darstellen oder als Kreuz aufleuchten.

## Weblink
- ZTV-SA 97 zum Thema Vorwarneinrichtungen